# 卡緬納河
51°04′50″N 21°47′31″E / 51.0806°N 21.7919°E

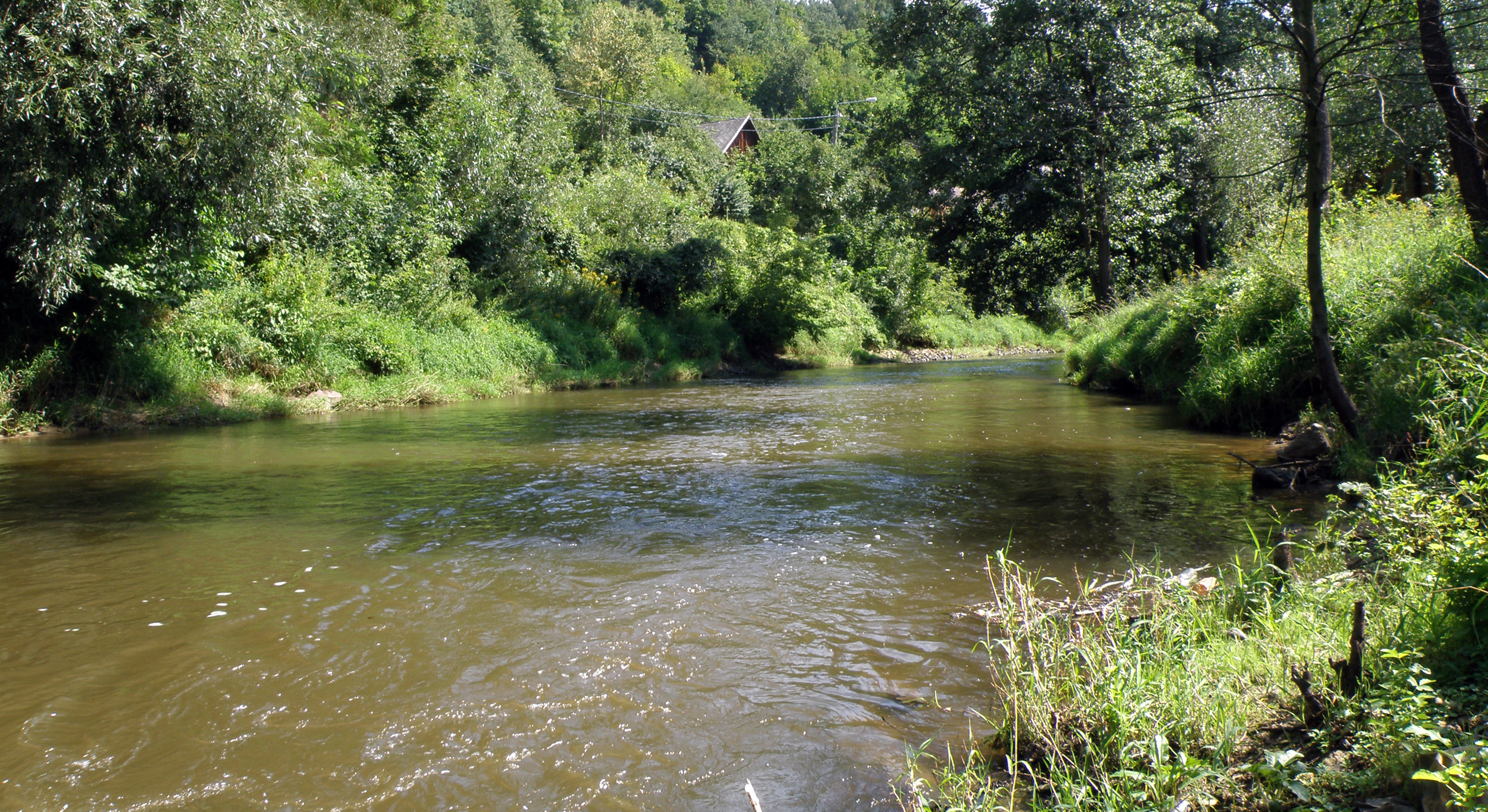

卡緬納河（波蘭語：Kameienna）是位於波蘭中部的河流，屬於維斯瓦河的左支流，河道全長138公里，流域面積約2,008平方公里。
該河流經的城市包括：
- 斯卡日斯科-卡緬納
- 翁霍茨克
- 斯塔拉霍維采
- 聖十字地區奧斯特羅維茨